# Michal nad Žitavou
Michal nad Žitavou es un municipio del distrito de Nové Zámky en la región de Nitra, Eslovaquia, con una población estimada a final del año 2024 de 683 habitantes.
Se encuentra ubicado al sur de la región, cerca de los ríos Nitra y Hron (cuenca hidrográfica del Danubio) y de la frontera con Hungría.

## Demografía
| Año        | 1994 | 2004    | 2014    | 2024    |
| ---------- | ---- | ------- | ------- | ------- |
| Población  | 684  | 697     | 665     | 683     |
| Diferencia |      | +1,90 % | −4,59 % | +2,70 % |

| Año        | 2023 | 2024    |
| ---------- | ---- | ------- |
| Población  | 681  | 683     |
| Diferencia |      | +0,29 % |